# Barnwell (Alberta)
Barnwell è un villaggio del Canada, situato nella provincia dell'Alberta, nella divisione No. 2.